# 그로버 클리블랜드
스티븐 그로버 클리블랜드(영어: Stephen Grover Cleveland, 1837년 3월 18일 ~ 1908년 6월 24일)는 미국의 22, 24번째 대통령이다.
그는 연속되는 임기가 아닌 임기를 건너뛰어 대통령을 두 번 역임한 첫번째 미국 대통령이다. 또 그는 1885년 남북전쟁 이후부터 1912년 선거에서 우드로 윌슨이 승리하기까지, 공화당이 정치적 우세를 유지하던 시대에 유일하게 민주당에서 대통령으로 당선되었다. 클리블랜드는 그 시대 어느 정치인보다 근면하고 성실한 사람이었지만, 두 번째의 임기 동안에 융통성을 발휘하여 경제정책을 시행하지 못하였다. 또, 미국 대통령 중 두 번째로 뚱뚱한 사람으로 알려져 있다. (미국 대통령 중 가장 뚱뚱한 순위 1위는 175kg의 윌리엄 하워드 태프트, 2위는 125kg의 클리블랜드) 옛날에는 1000달러 초상화에 나왔었다.

## 어린 시절과 정치 초년생 시절
클리브랜드는 뉴저지주 콜드웰의 목사 가정에서 9남매 중 5째로 태어났다. 그의 아버지는 장로교회 목사였는데, 전임을 자주 했기 때문에 그의 가족들도 자주 이사를 가야만 했다.
뉴욕주 버펄로에서 그는 정직하고 소신있는 행동으로 두각을 나타내어, 1870년에 뉴욕주 이리 카운티의 보안관으로 당선되었다. 그러나 이 기간 그는 최소한 두 건 이상의 교수형을 집행하여 후에 정적들로부터 "버펄로 교수형 집행인"이라고 불렸다. 그에 관하여 클리브랜드는 사형 집행에 관한 책임을 부하들에게 떠넘기고 싶지 않았다고 말하였다.
44세가 되던 해에 그는 민주당에 입당하여 유명한 정치인이 되었다. 1881년에 그는 "공공기관은 공공의 신뢰를 받을 수 있어야 한다"라는 슬로건을 내세워 버펄로 시의 시장에 당선되었다. 그는 개혁정치라는 슬로건을 앞세워 1882년에 뉴욕 주의 주지사로 당선되었다.

## 대통령 첫 번째 임기(1885-1889)

### 선거운동
클리블랜드는 개혁정치가라는 평가, 정직하고 소신있는 행동, 중도 정치인으로 민주당 지지자들과 개혁적인 공화당 지지자들의 지지를 받아 1884년에 부패 정치인이던 제임스 G. 블레인후보를 이기고 대통령에 당선되었다.
당시 선거운동은 비방주의로 얼룩져 있었다. 클리블랜드의 정직한 이미지를 깎아내리기 위해 반대파들은 클리블랜드가 변호사 시절 사생아를 낳았다고 주장했다. 그러면서 공화당 지지자들은 "엄마, 엄마, 아빠 어디있어요?"라는 노래를 불렀다.
클리블랜드는 그런 소문이 사실인지 공개적으로 인정하지도 부인하지도 않았다. 하지만 그는 자신이 그 사생아(오스카 폴섬 클리블랜드)의 엄마라고 주장하던 마리아 크로프트 할핀에게 양육비를 지원하였다. (할핀은 그 아기를 낳을 당시 클리블랜드의 동료 변호사이자 조언자였던 오스카 폴섬을 포함한 여러 남자와 관계되어 있었다. 하지만 클리블랜드는 자신이 할핀의 남자들 중 유일한 미혼 남성이었으므로 책임을 져야한다고 믿었다.) 1884년 대통령 선거에서 클리블랜드가 당선되자 민주당 지지 신문들은 기사에 '엄마, 엄마, 아빠 어디있어요? 백악관에 갔단다. 하하하!'라는 제목을 달았다.
또 당시 미국의 정치인들은 남북 전쟁 참전 여부에 따라 정치적으로 영향력을 발휘할 수 있었는데, 클리블랜드의 형제 중 두 형제가 이미 남북 전쟁에 참전하여 후방에서 가족을 돌보아야했고, 당시의 징병법에 따라 150달러에 폴란드 이민자를 대신 보내어 병역 기피자라는 이유로 비난을 받았지만, 상대 후보 제임스 G. 블레인도 클리블랜드처럼 대리인을 보낸 처지였기 때문에 결국 클리블랜드는 민주당 정권을 수립하는 데 성공했다.

### 사생활

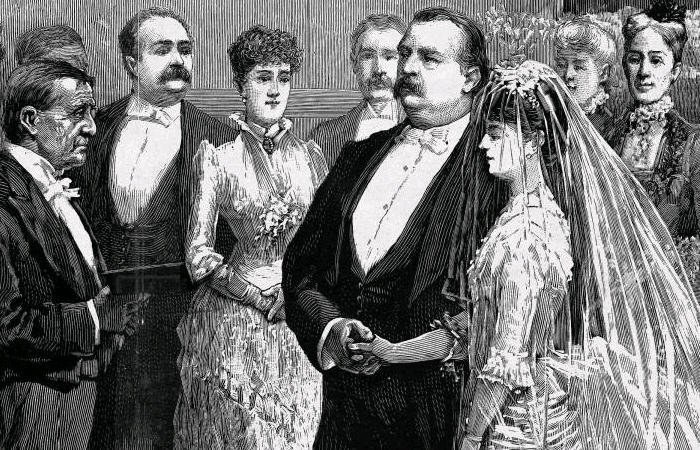
1885년 백악관에서 결혼을 하는 그로버 클리블랜드와 프랜시스 폴섬.

1886년 6월, 클리블랜드는 동료 변호사였던 오스카 폴섬이 1875년에 세상을 떠난 뒤 그의 가족을 돌보고 재산을 관리했다. 그러던 중 그는 오스카 폴섬의 딸이었던 프랜시스 폴섬과 연인이 되어 1885년에 청혼을 하여 백악관에서 결혼하였다. 클리블랜드는 대통령 때 결혼한 두 번째 대통령이었으며 백악관에서 결혼식을 올린 것으로는 전무후무하였다. 또한 프랜시스 폴섬은 역대 영부인 중 21세로 가장 어렸으며, 대통령과의 나이 차가 27세로 역대 대통령과 영부인의 나이 차 중 가장 컸다.

### 정치 생활

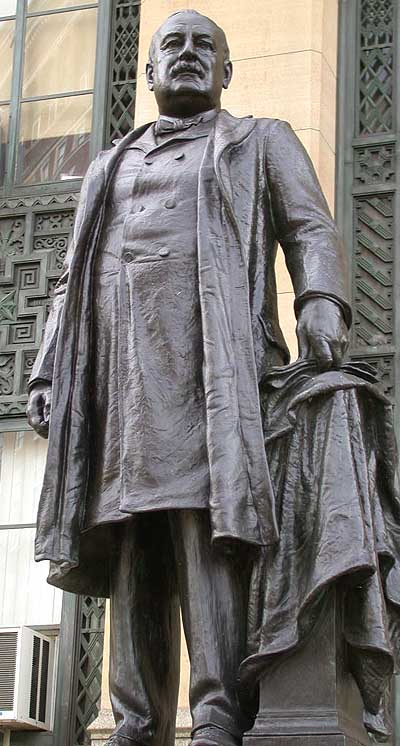
뉴욕 버펄로에 있는 클리블랜드 동상.

클리블랜드의 취임사 중 "부패에 참여하지 않고 오직 내가 맡은 일에만 충실하겠습니다"라는 구절은 클리블랜드 정부의 특징을 잘 나타내어 준다. 클리블랜드는 자신이 대통령으로서 이룩한 가장 큰 업적은 다른 사람들의 잘못된 생각을 막았다는 것이었다고 했다. 그는 부유층과 빈곤층에게 동등한 정책을 취했다. 예를 들어 텍사스주의 가뭄 피해 농부들이 씨앗을 구입할 수 있도록 1만달러를 지원하자는 법안이 통과된 적이 있었다. 하지만 클리블랜드는 그 법안을 거부하며 "특별 계층에 대한 연방 정부의 지원은 그들이 정부에 의존하도록 부추길 뿐이며 이는 국가의 강인함을 약화시킬 뿐이다."라고 적었다. 또한 그는 수백 개의 연금이 남북전쟁 참전 용사들의 부당 이득으로 쓰이는 것에 대해 거부권을 행사하였다. 또 한번은 의회가 공화국의 위대한 군대(Grand Army of the Republic)로부터 압력을 받아 남북전쟁에 출전한 모든 사람들에게 연금 혜택을 주자는 법안을 통과시켰는데 클리블랜드는 이것도 거부하였다. 클리블랜드는 그 전 대통령들 중 가장 많은 거부권을 행사하였다.
그는 철도회사들이 정부가 양도한 땅을 멋대로 이용하는 것에 분노하여 그 회사들에게 81,000,000 에이커 (328,000 제곱킬로미터)에 달하는 땅을 반환하도록 강요하였다. 또한 그는 주간통상법에 서명하였는데 이 법안은 연방 정부가 철도 산업을 규제한다는 내용을 담고 있었다. 이것은 철도 산업을 규제하는 최초의 연방법이었다.
1887년 12월, 그는 의회를 방문하여 고율 관세를 낮춰달라고 하였는데, 이것은 1888년 대통령 선거 때 뜨거운 이슈가 되었다. 그는 공화당에게 "뭔가 옳은 일을 하지 않는다면 재선되고 안되는 것에 무슨 의미가 있겠습니까?" 라고 말하였다. 그는 언제나 공화당 상원의원들과 말썽이 많았다. 한가지 우스개 소리를 인용하자면 영부인이 클리블랜드에게 "그로버, 일어나요. 집에 강도가 든 것 같아요."라고 속삭였다. 그러자 클리블랜드는 "아냐, 아냐. 아마도 상원에서겠지, 백악관은 아니야."라고 중얼거렸다고 한다.

### 주목할 만한 사건들
- 미국노동총연맹이 창설됨 (1886)
- 헤이마켓 폭동이 일어남 (1886)
- 세인트루이스의 와배쉬와 태평양 철도회사 대 일리노이 주 재판에서 와배시와 태평양 철도회사가 승소함 (1886)
- 주간통상법이 통과됨 (1887)
- 도스법이 통과됨 (1887)

### 클리블랜드 내각
| 직책           | 이름                 | 재임 기간 |
|                |                      |           |
| 대통령         | 그로버 클리블랜드    | 1885–1889 |
| 부통령         | 토머스 A. 헨드릭스   | 1885      |
|                | 없음                 | 1885–1889 |
|                |                      |           |
| 국무장관       | 토머스 F. 베이어드   | 1885–1889 |
| 재무장관       | 대니얼 매닝          | 1885–1887 |
|                | 찰스 S. 페어차일드   | 1887–1889 |
| 전쟁장관       | 윌리엄 C. 엔디콧     | 1885–1889 |
| 법무장관       | 오거스터스 H. 갈런드 | 1885–1889 |
| 우정 공사 총재 | 윌리엄 F. 빌라스     | 1885–1888 |
|                | 돈 M. 디킨슨         | 1888–1889 |
| 해군장관       | 윌리엄 C. 휘트니     | 1885–1889 |
| 내무부 장관    | 루시어스 Q. C. 라마  | 1885–1888 |
|                | 윌리엄 F. 빌라스     | 1888–1889 |
| 농무부 장관    | 노먼 제이 콜먼       | 1889      |

### 연방 대법관 임명
클리블랜드는 첫 번째 임기 동안 다음 사람들을 미국 연방 대법원 판사로 임명하였다.
- 루시어스 Q. C. 라마 - 1888
- 메빌 웨스턴 풀러 - 대법원장

## 1888년 재선 유세
클리블랜드는 1888년 대통령 선거에서 패배하였다. 그는 직접투표에서 공화당 후보인 벤저민 해리슨보다 더 많은 표를 얻었지만 잉글랜드의 라이벌인 아일랜드계 유권자가 클리블랜드에게서 등을 돌리는 바람에 선거인단 수에서 뒤져 백악관을 떠나야 했다. 1889년, 클리블랜드의 부인인 프랜시스 폴섬은 백악관을 떠날 때 하인들에게 이렇게 말했다고 한다. "백악관 가구와 장식들을 지금처럼 잘 보존해두세요. 나중에 우린 다시 돌아올테니까요... 지금부터 4년 후에.. 대략 1460일 후에 우린 돌아올 겁니다."

## 대통령 두 번째 임기(1893-1897)

### 선거운동
클리블랜드는 1892년 대통령 선거운동 때 관세 인하와 미국 재무부의 금 보유액을 갉아먹고 있었던 자유로운 은화 제조의 중단을 주장하여 1892년 대통령 선거에서 승리하였다. 그는 연속되는 임기가 아닌 임기를 건너뛰어 대통령을 두번 역임한 유일한 대통령이 되었다.

### 정치생활

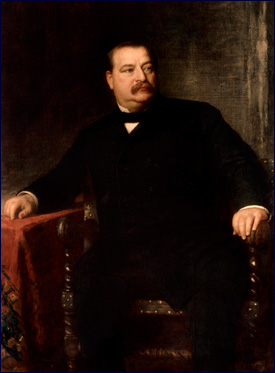
백악관의 클리블랜드 포스트.

클리블랜드가 대통령에 취임한 지 얼마 지나지 않아 1893년 공황이 주식시장을 강타하여 그는 심각한 경제문제에 직면하게 되었다. 그는 사업 도산, 곡물가격 폭락, 실업자 등의 문제보다 정부 재정문제를 더 중요하게 다루었다. 그는 인플레이션의 원인이 1890년에 제정된 셔먼 은매입법에 있다고 보고 특별 의회를 소집하여 셔먼 은매입법을 폐지하였고 J.P. 모건과 월스트리트의 원조 덕분에 재무부의 금 보유액은 유지될 수 있었다. 1894년 6월에 일어난 풀먼 파업 사건은 미국의 승객·화물·우편 수송망을 마비시켰다. 클리블랜드는 분노하여 파업 참가 노동자들에게 연방 법원의 중재안을 받아들이라고 했지만 노동자들은 거부하였다. 그러자 그는 시카고와 20개의 철도 중심지에 연방군을 보내 파업을 강제로 헤산했다. 그러면서 그는 "이 파업을 중단시키는 데 모든 육군과 해군이 필요하다면 그렇게 하겠다." 라고 소리쳤다. 존 피터 앨트갤드를 제외한 대다수의 주지사들은 클리블랜드를 지지하였다. 존 피터 앨트갤드는 클리블랜드의 가장 쓰라린 적이 되었다.
1896년, 그의 정적이었던 토지 균등 분배론자들과 은의 자유 주조 지지자들은 민주당을 장악하여 금본위제 반대론자인 윌리엄 제닝스 브라이언을 대통령 후보로 지명하였다. 그러자 그는 제3의 당을 만들었지만 대통령 선거에서 고작 10만 표를 얻는 데 그쳤다. 1900년, 윌리엄 제닝스 브라이언은 토지 균등 분배론자들에 의해 대통령 후보로 재지명되었지만 1904년, 클리블랜드와 보수주의자들은 민주당을 재장악하는 데 성공하여 알튼 B. 파커를 대통령 후보로 지명하였다.

#### 외교
1895년에 그는 먼로 독트린을 이용하여 대영제국과 베네수엘라의 국경분쟁을 종식시켰다.
1893년, 그는 미국 하원의원이었던 제임스 헨더슨 블라운트를 하와이로 보내 릴리우오칼라니 하와이 여왕의 몰락과 공화국 수립에 대해 조사하였다. 클리블랜드는 블라운트의 보고서를 지지하였는데, 그 내용은 다음과 같다. "릴리우오칼라니의 왕정을 복구시키고 상원의 하와이 합병안을 거부한다." 릴리우오칼라니가 하와이 정부의 수장을 맡겠다고 발표할 때까지 클리블랜드는 이 문제에 많은 관심을 기울였다.

### 주목할 만한 사건들
- 1893년 공황 발생함 (1893)
- 클리블랜드, 하와이 합병안에 반대함 (1893)
- 윌슨-고먼 관세법이 통과됨 (1894)
- 풀먼 파업 발생함 (1894)
- 코세이의 군대 사건 발생함 (1894)
- 미합중국 대 E. C. Knight Co. 사건 발생함 (1895)

### 연방 대법관 임명
클리블랜드는 두 번째 임기 동안 다음 사람들을 미국 연방 대법원 판사로 임명하였다.
- 에드워드 더글러스 화이트 - 1894
- 루퍼스 휠러 펙햄 - 1896

클리블랜드는 다음 사람들을 지명하였으나 상원의 인준을 받는 데 실패하였다.
- 윌리엄 호른블로어 - 1894년 1월 15일에 24표의 찬성, 30표의 반대를 얻었다.
- 휠러 하자드 펙햄 (루퍼스 휠러의 형) - 1894년 2월 16일에 32표의 찬성, 41표의 반대표를 얻었다.

### 연방에 가입한 주
- 유타주 – 1895년 1월 4일

## 임기 후의 삶

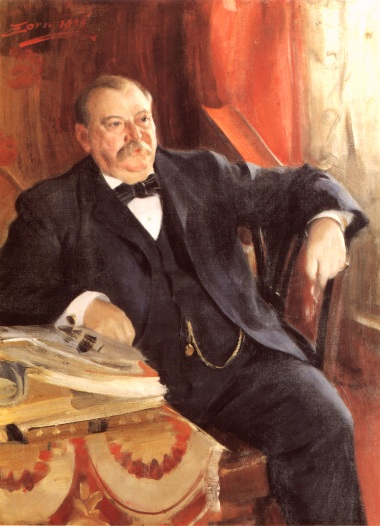
1899년에 앤더스 존이 그린 클리블랜드

백악관을 떠난 후 클리블랜드는 뉴저지주의 프린스턴에 거처를 정했다. 그 곳에서 클리블랜드는 프린스턴 대학교의 이사로 일했는데, 그는 언제나 학교 회장이었던 우드로 윌슨과 마찰을 빚었다. (1856년부터 1932년까지 민주당에선 단 두 명의 대통령만을 배출했는데 그 중 한 명은 클리블랜드였고 다른 한 명은 우드로 윌슨이었다.) 클리블랜드는 1908년에 심장마비로 사망하여 나소 장로교회 소유의 프린스턴 묘지에 묻혔다. 향년 71세.

## 기념물

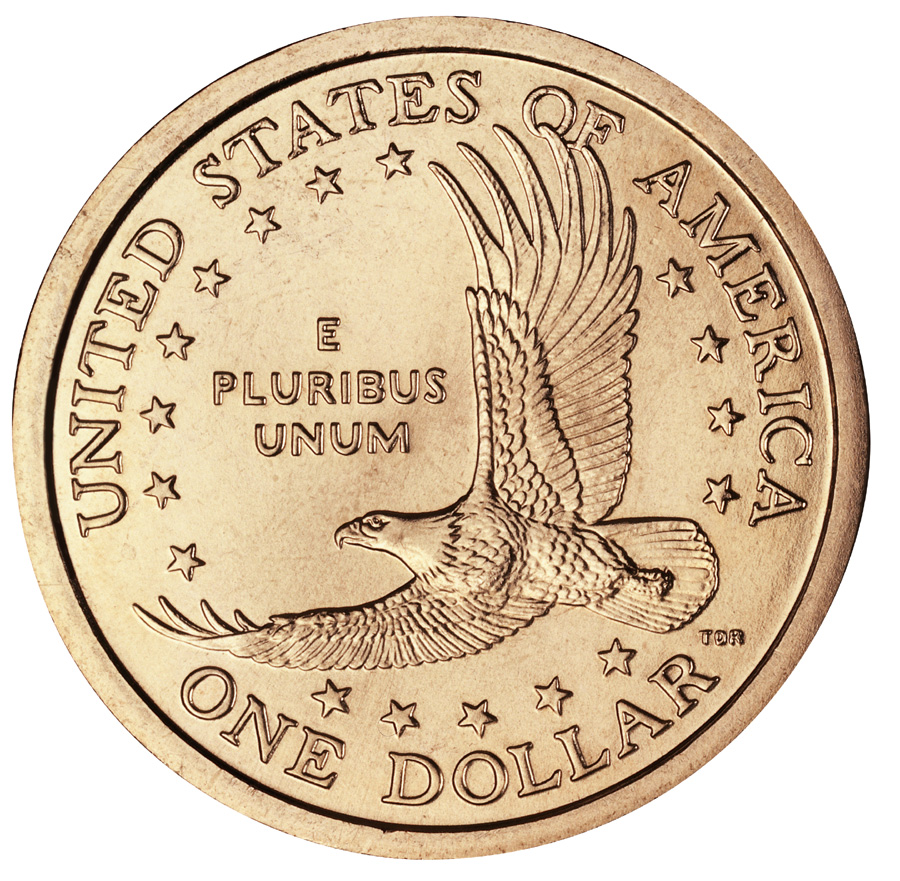
2003년에 발행된 1달러 주화이다. 이것은 실제 화폐로 사용할 수 있지만 기념 주화의 성격이 짙다.

1928년부터 1946년에 발행된 1000달러짜리 미국 지폐에는 클리블랜드의 초상화가 그려져 있었다. 또한 1907년에 발행된 1000달러 지폐에도 그의 초상화가 그려져 있었다. 1914년에 연방 조폐국에서는 클리블랜드의 초상화를 20달러 지폐에 넣는 것을 고려하기도 했었다.
2005년에 통과된 1달러 주화에 들어갈 대통령 초상화 법에 의하면 2012년에 발행될 1달러 주화에는 2가지 종류의 클리블랜드 주화가 나온다. 2가지 종류가 나오는 이유는 클리블랜드가 22대와 24대 대통령이었기 때문에 그렇다고 한다.
이 밖에도 많은 미국 공립학교들은 클리블랜드를 기리기 위하여 학교명을 클리블랜드라고 짓는다.

## 참조
- 앨런 브링클리 지음 - 미국인의 역사(3)

## 역대 선거 결과
| 선거명      | 직책명        | 대수 | 정당   | 득표율 | 득표수 (선거인단)   | 결과 | 당락             |
| ----------- | ------------- | ---- | ------ | ------ | ------------------- | ---- | ---------------- |
| 1881년 선거 | 버펄로 시장   | 35대 | 민주당 | 56.74% | 15,120표            | 1위  | 버팔로 시장 당선 |
| 1882년 선거 | 뉴욕 주지사   | 28대 | 민주당 | 58.47% | 535,318표           | 1위  | 뉴욕 주지사 당선 |
| 1884년 선거 | 미국의 대통령 | 22대 | 민주당 | 48.49% | 4,874,621표 (219명) | 1위  |                  |
| 1888년 선거 | 미국의 대통령 | 23대 | 민주당 | 48.62% | 5,534,488표 (168명) | 2위  | 낙선             |
| 1892년 선거 | 미국의 대통령 | 24대 | 민주당 | 46.05% | 5,551,883표 (277명) | 1위  |                  |